# Централен стадион (Воронеж)
Централният стадион във Воронеж, Русия е многофункционален стадион, сред най-големите в страната. Има капацитет 31 700 зрители, разширен до близо 35 000 места през 2011 г.
На него домакинските си мачове играе местните отбори „Факел“ и „Енергия“. На 17 ноември 2010 г. националният отбор на Русия играе приятелски мач срещу Белгия на стадиона.